# 피렌체 국립도서관
피렌체 국립도서관(Biblioteca Nazionale Centrale di Firenze)는 피렌체에 위치한 도서관이다. 이탈리아에서 가장 큰 도서관이자 유럽에서 손꼽히는 도서관으로, 로마의 국립중앙도서관과 함께 이탈리아를 대표하는 두 도서관으로 인정받고 있다.
2013년 기준으로 총 5,948,235본의 인쇄물을 소장하고 있으며, 그 중 2,703,899본은 서적, 24,991본은 필사본, 3,716본은 초판본, 29,123본은 16세기 발행본이며 자필원고 1,000,000본, 정기 간행물 120,000본, 작품 304,214본도 소장하고 있다.

## 역사
1714년 피렌체의 학자 안토니오 말리아베키가 소장하고 있던 서적 컬렉션을 피렌체 시 측에 전부 기증한 것이 피렌체 국립도서관의 시초이다. 당시 말리아베키의 소장품은 약 30,000권에 달했을 것으로 추정된다. 1737년에는 도서관 설립 및 규모 확장을 목적으로, 피렌체 시에서 저작물이 출판될 때마다 1부를 이곳에 납본하는 제도가 새로 정해졌다. 1743년에는 피렌체 시 뿐만이 아닌 토스카나주 전역으로 대상 범위를 넓혀, 모든 발행물의 복사본이 이곳에 납본되도록 하였다.

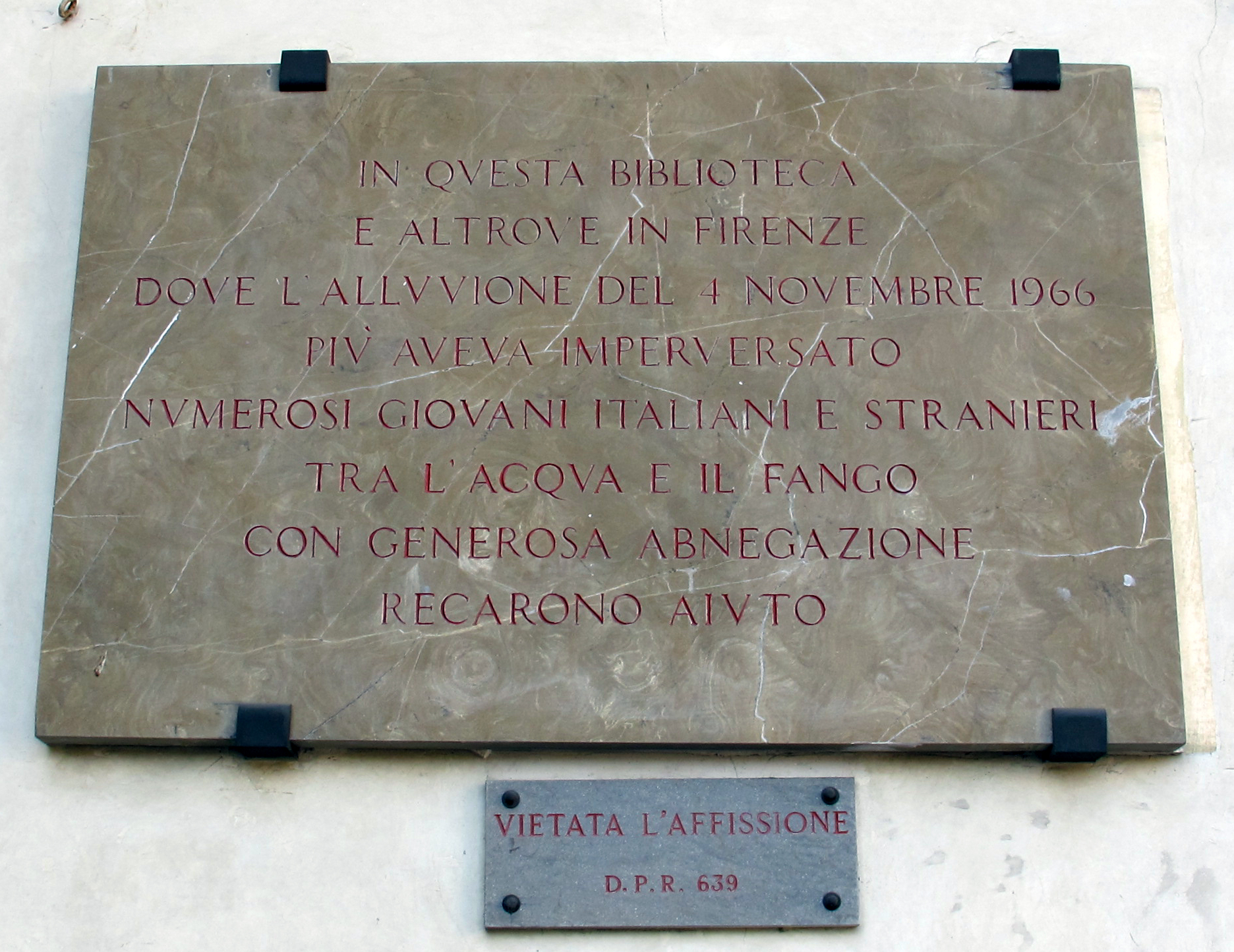
기념 명패

1747년에는 말리아베키아나 도서관 (Magliabechiana)라는 이름을 달고 대중 도서관으로 문을 열었다. 이후로도 서적 기증으로 장서 수가 증가하였으며, 특히 1770년대부터 각 신도회와 수도회가 폐지되면서 소장하고 있던 장서가 이곳으로 넘어갔다. 이 같은 성장세는 1808년 나폴레옹 보나파르트의 개혁으로 정점에 달했다.
1861년에는 합스부르크 가에서 관리하던 팔라티나 로레네세 도서관이 이곳과 통합되었고, 1885년에는 피렌체 국립 중앙도서관으로 개명하였다. 1870년부터는 이탈리아 전역의 출판물을 이곳에 납본하는 제도가 시행되었다. 1935년에는 장서들을 우피치 미술관 소속 보관소에서 산타크로체의 아르노강변에 위치한 신관으로 이전하였다. 당시 새로 지어진 건물은 건축가 체사레 바차니와 V. 마체이가 설계하였다.

1966년 아르노강 대홍수가 피렌체를 휩쓸 당시, 아르노강 주변부에서 6 m 고도까지 물에 잠기면서 그 위치에 있던 도서관도 소장품 중 3분의 1이 침수되는 큰 피해를 보았다. 특히 장서 중에서도 팔라티나 컬렉션, 말리아베키 컬렉션 등 가장 귀중한 자료를 보관하던 지하 서고에 크나큰 피해를 보았다. 홍수 이후 피해를 본 장서를 대상으로 긴급 복원 프로젝트가 시작되어, 세계 각지에서 온 자원봉사자들의 지원을 받았다. 이들은 추운 11월 날씨에도 복원 가능한 도서를 회수, 수리를 위해 일시적으로 안전한 장소로 운반하며 쉬지 않고 일했다. 이에 피렌체 현지에서는 자원봉사자들에 대한 감사의 뜻을 담아 '흙투성이의 천사' (Angeli del Fango)라는 별명을 붙여주었으며, 기념 명패도 세웠다. 그럼에도 불구하고 대부분의 소장품은 피해를 본 상태 그대로 보존될 수밖에 없었으며, 일부 소장품은 영원히 소실되었다.
2006년부터는 과학자 갈릴레오 갈릴레이의 육필원고를 비롯한 소장품들을 디지털 파일로 전산화해 웹 사이트에 공개하는
프로젝트를 진행하고 있다.

## 사진

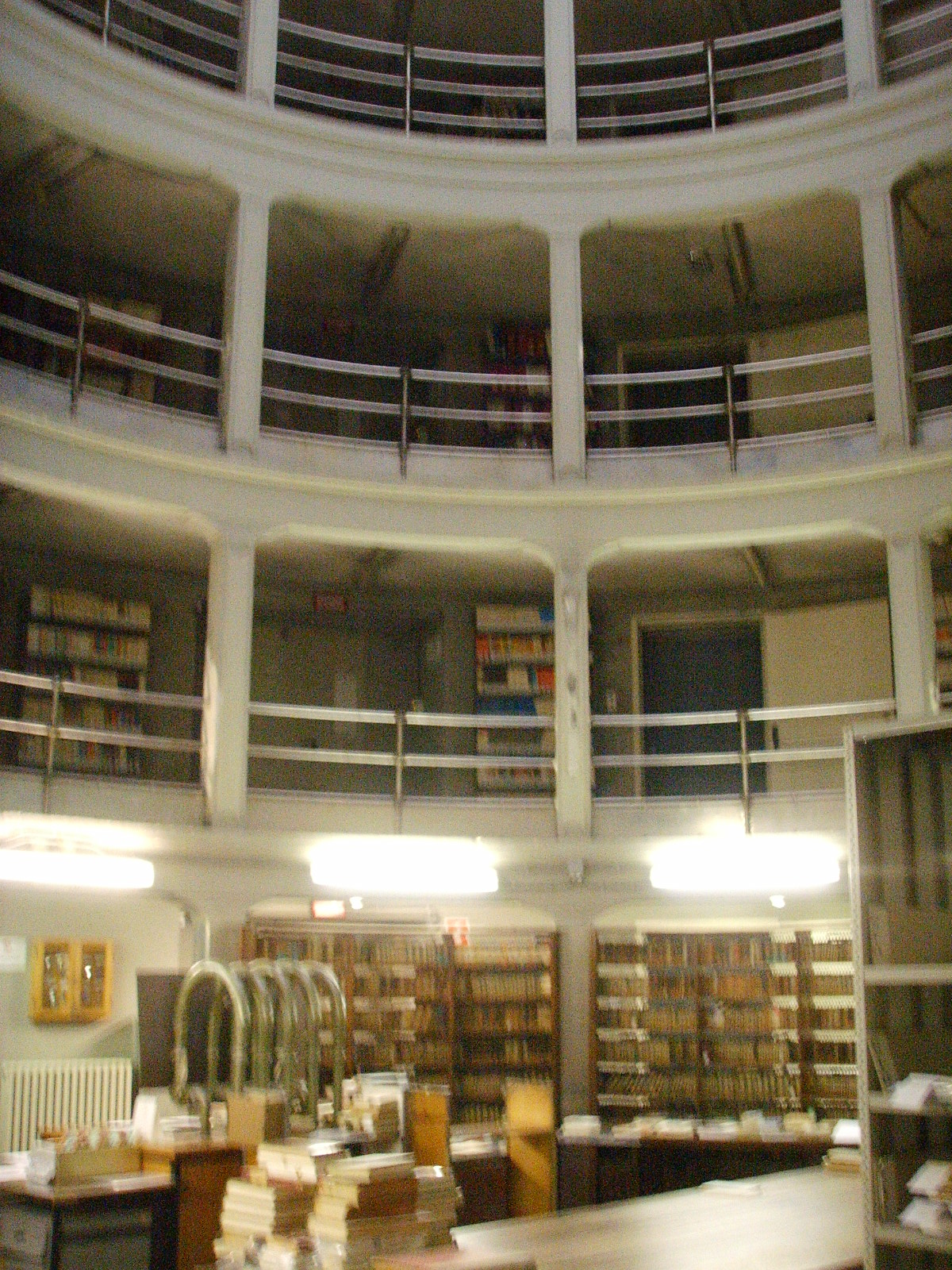
회랑
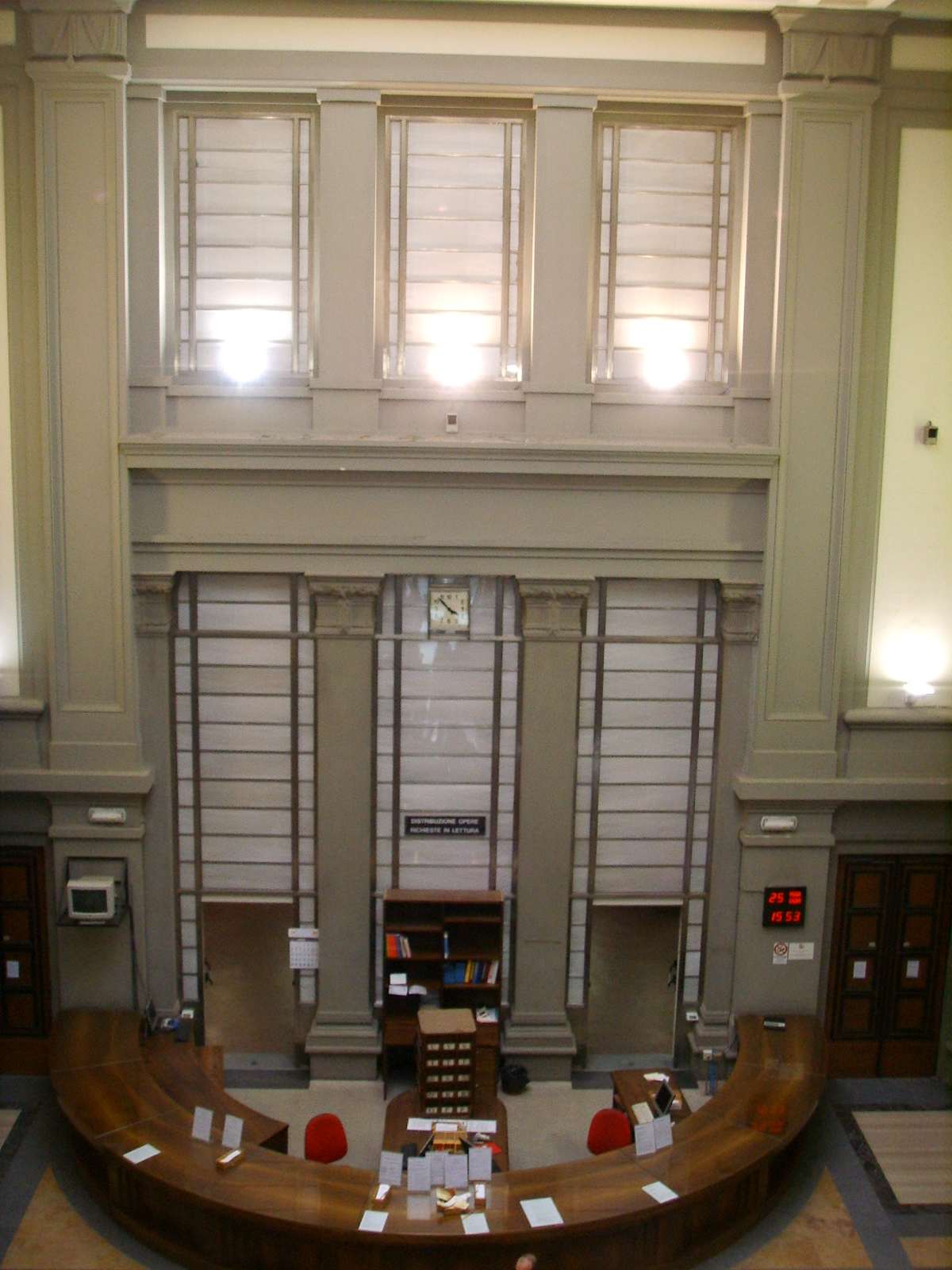
대출실
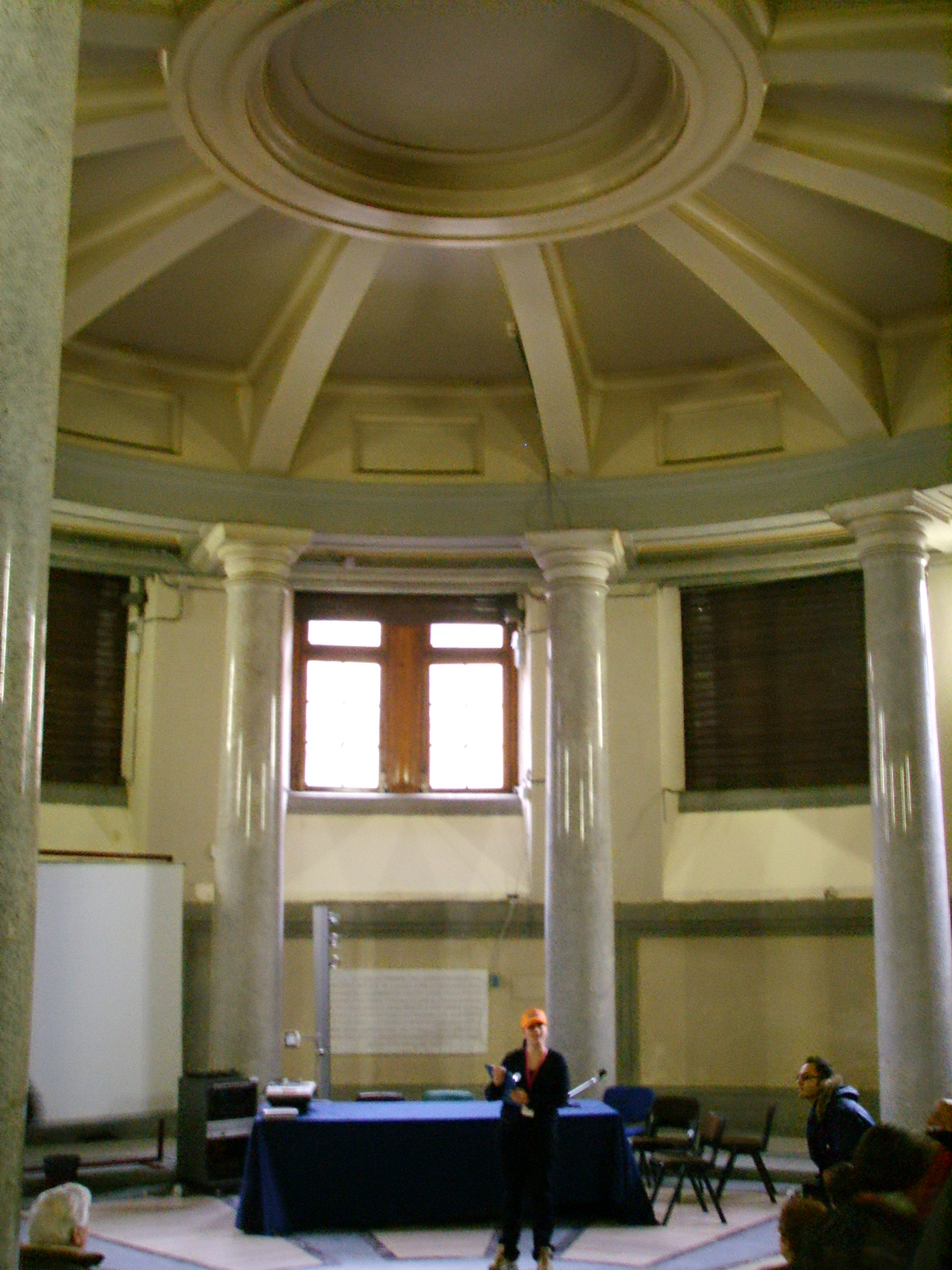
원형 방
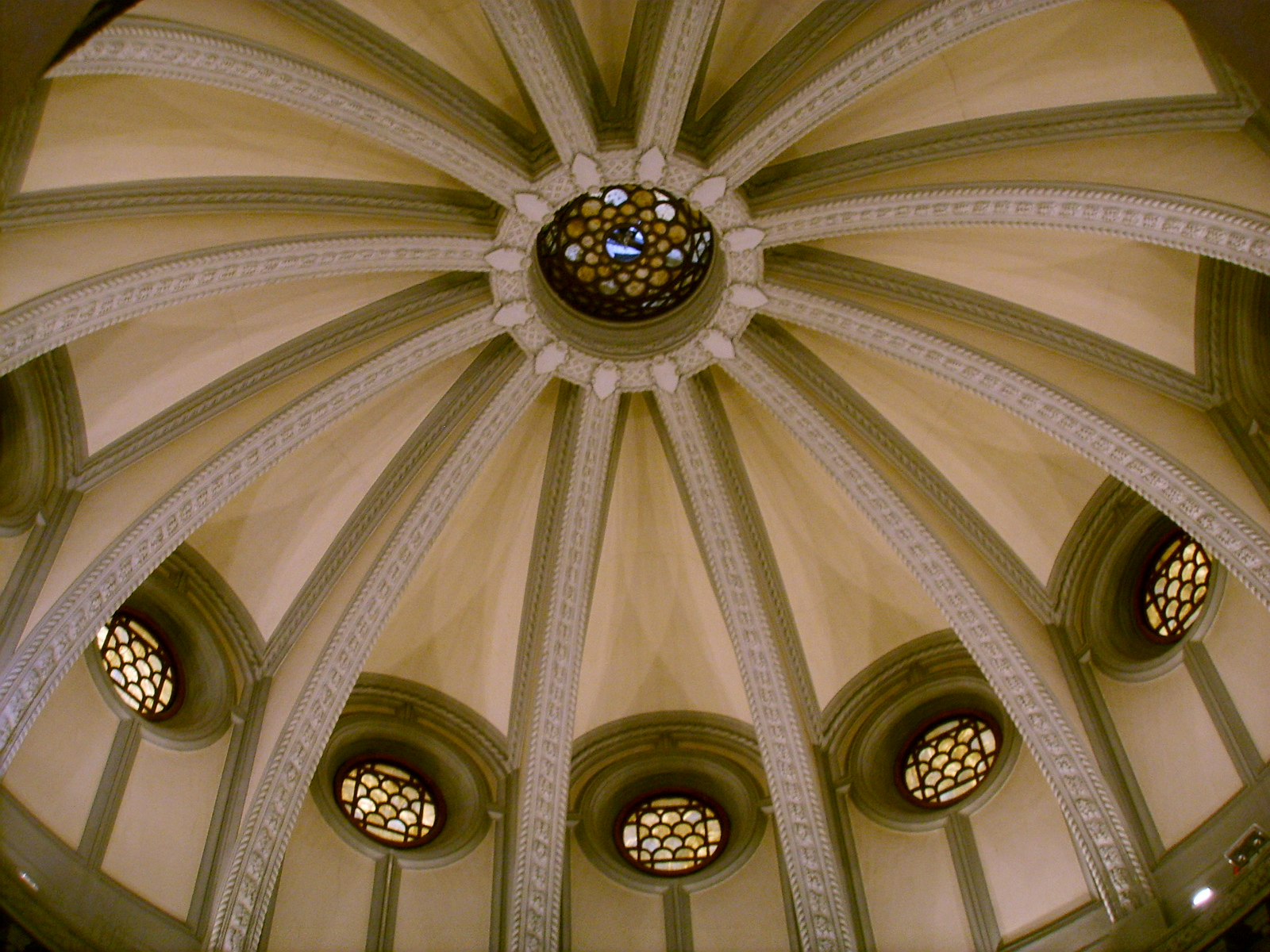
도서관 내부 돔
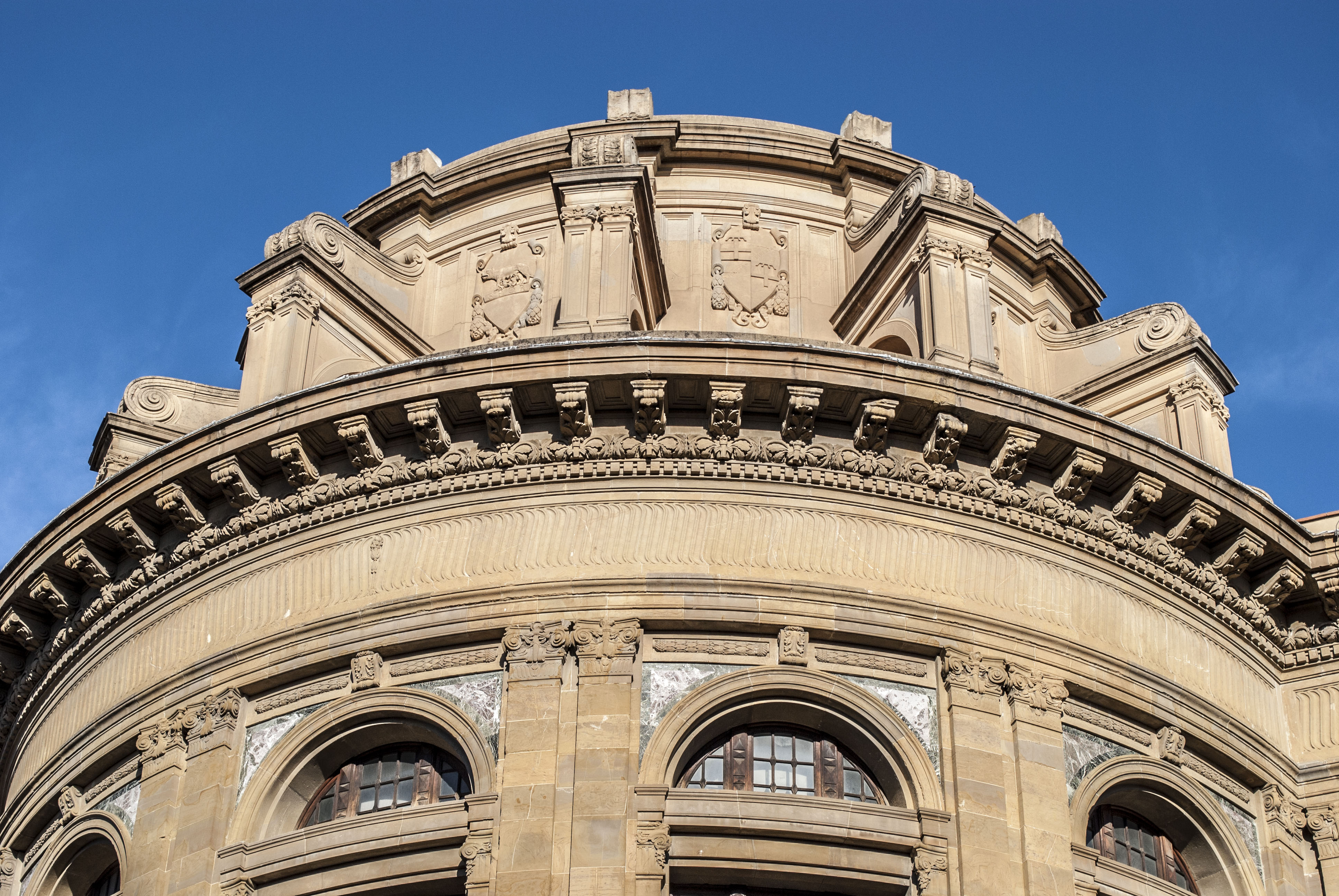
원형 방의 외부 모습